# Sakarya (città)
Il comune metropolitano di Sakarya (Sakarya Büyükşehir Belediyesi) è un comune metropolitano della Turchia, che ha sostituito la provincia omonima. 
La città si identifica con il suo centro, Adapazarı, dove si concentra la maggior parte della popolazione.
Il comune metropolitano comprende i centri urbani di 10 dei 16 distretti della provincia: 
Adapazarı, Akyazı, Arifiye, Erenler, Ferizli, Hendek, Karapürçek, Sapanca, Serdivan e Söğütlü.